# Терико Вајт
Терико Вајт (енгл. Terrico White; Мемфис, 7. март 1990) је амерички кошаркаш. Игра на позицији бека.

## Биографија
Прве битније кошаркашке кораке прави у тиму средње школе Крегмонт у родном Мемфису, где је све 4 године провео у стартној постави на позицији бека. Као изванредан атлета, са солидним резултатима окушао се и у другим спортовима попут фудбала, атлетике и бејзбола, али кошарка остаје његов први избор.
Каријеру наставља на Универзитету Мисисипи од 2008. године, где поново пружа јако добре партије, а 2009. годину завршава са просеком 13,7 поена и 2,3 асистенција по мечу и бива проглашен бруцошем и новајлијом године Југоисточне конференције.
На НБА драфту 2010. године изабран је од стране Детроит пистонса као 36. пик у другој рунди, али убрзо по приступању тиму суочава се са повредом десног стопала што га спречава да добије праву прилику у овој екипи, те у децембру 2011. бива отпуштен. Убрзо прелази у екипу Ајдахо стампид која игра у НБА развојној лиги (НБДЛ), а наредне године одлучује да се окуша на европској кошаркашкој сцени. Сезону 2012/13. је провео у екипи Радничког из Крагујевца.